# Список Героев Социалистического Труда (Берг — Блюнская)
Эта страница является частью списка Героев Социалистического Труда и перечисляет в алфавитном порядке лиц, удостоенных звания Героя Социалистического Труда, чьи фамилии начинаются с буквы «Б», от Берг до Блюнская.
- Список не включает дважды и трижды Героев Социалистического Труда, а также лиц, лишённых этого звания.
- Список содержит информацию о датах жизни, роде деятельности и дате присвоения звания Героя.
- Герои, удостоенные звания посмертно, выделены в списке  серым цветом .
- Герои, сменившие фамилию после присвоения звания, приводятся в списках дважды, при этом строка с новой фамилией выделяется  бежевым цветом  и не имеет номера.

## Список людей, фамилии которых начинаются с «Б»
| Навигационная таблица | Навигационная таблица   |
| --------------------- | ----------------------- |
| «Б»                   | Баба-Заде — Базилевский |
| «Б»                   | Баиров — Банцер         |
| «Б»                   | Барабанов — Баянов      |
| «Б»                   | Бгажноков — Бенидзе     |
| «Б»                   | Берг — Блюнская         |
| «Б»                   | Бобенко — Болюнова      |
| «Б»                   | Бондарев — Бояршинова   |
| «Б»                   | Брагазин — Бульбаха     |
| «Б»                   | Буматов — Бяшимова      |

| №          | Фамилия, имя, отчество                 | Даты жизни              | Деятельность | Дата присвоения | ГС         |
| ---------- | -------------------------------------- | ----------------------- | --- | --------------- | ---------- |
| 1          | Берг Аксель Иванович                   | 10.11.1893 — 09.07.1979 | Академик Академии наук СССР, инженер-адмирал, гор. Москва | 10.11.1963      | [ ГС 1 ]   |
| 2          | Бергалиев Джукен                       | 01.01.1925 — 28.10.2006 | Заведующий конефермой колхоза «Социализм» Тайпакского района Западно-Казахстанской области | 23.07.1948      | [ ГС 2 ]   |
| 3          | Бердак Сидор Архипович                 | 1906 — ????             | Тракторист Шполянской МТС Киевской области | 17.07.1951      |            |
| 4          | Бердалиев Туганбай                     | род. 1928               | Старший чабан совхоза «Тимурский» Кзылкумского района Чимкентской области | 22.03.1966      | [ ГС 3 ]   |
| 5          | Бердбеков Камит Кажмуканович           | 15.12.1927 — 08.05.2011 | Скотник совхоза «Привольный» Илекского района Оренбургской области | 10.02.1975      | [ ГС 4 ]   |
| 6          | Берденов Мынбай                        | 1930—1985               | Старший чабан совхоза «Алгабас» Улытауского района Джезказганской области | 22.02.1982      | [ ГС 5 ]   |
| 7          | Бердешов Пангерей                      | 17.02.1936 — 20.02.1999 | Старший чабан совхоза «Баксайский» Махамбетского района Гурьевской области | 22.03.1966      | [ ГС 6 ]   |
| 8          | Бердибеков Дуюсе                       | 1887—1960               | Заведующий коневодством колхоза имени Кирова Шевченковского района Гурьевской области | 23.07.1948      | [ ГС 7 ]   |
| 9          | Бердиев Култай Хушманович              | род. 1920               | Бригадир колхоза «Ленинград» Ургутского района Самаркандской области | 30.04.1966      |            |
| 10         | Бердичевский Георгий Александрович     | 12.12.1918 — 11.10.1978 | Директор Новочеркасского электровозостроительного завода Министерства электротехнической промышленности СССР, Ростовская область                                                                                     | 03.01.1974      | [ ГС 8 ]   |
| 11         | Бердник Николай Васильевич             | 1908—1983               | Бригадир полеводческой бригады колхоза имени Кирова Першотравневого района Сталинской области | 26.02.1958      | [ ГС 9 ]   |
| 12         | Бердников Андрей Осипович              | 08.11.1911 — 02.01.1984 | Тракторист-комбайнёр совхоза «Победа» Кизильского района Челябинской области | 11.01.1957      | [ ГС 10 ]  |
| 13         | Бердыгулов Нуркасым                    | 1905 — ????             | Секретарь Иргизского районного комитета Компартии (большевиков) Казахстана, Актюбинская область | 23.07.1948      | [ ГС 11 ]  |
| 14         | Бердыев Аллаяр                         | 1893 — ????             | Старший чабан каракулеводческого совхоза «Уч-Аджи» Министерства внешней торговли СССР, Байрам-Алийский район Марыйской области                                                                                       | 15.09.1948      | [ ГС 12 ]  |
| 15         | Бердыев Нартай                         | род. 1936               | Старший чабан совхоза «Шафиркан» Канимехского района Бухарской области | 26.02.1981      |            |
| 16         | Бердыева Огулдурда                     | 13.03.1926 — 04.03.2020 | Председатель колхоза имени Чапаева Сакарского района Чарджоуской области | 20.02.1978      | [ ГС 13 ]  |
| 17         | Бердыкулов Ишмурат                     | 1905 — ????             | Звеньевой колхоза «Передовой» Октябрьского района Сталинабадской области | 03.05.1949      |            |
| 18         | Бердымуратов Рустам                    | 1927 — ????             | Старший чабан колхоза «40 лет Октября» Термезского района Сурхан-Дарьинской области | 06.08.1958      | [ ГС 14 ]  |
| 19         | Береговой Фёдор Григорьевич            | 18.03.1919 — 24.01.2009 | Председатель колхоза «Россия» Христиновского района Черкасской области | 08.04.1971      | [ ГС 15 ]  |
| 20         | Бережанская Варвара Васильевна         | 1913 — ????             | Звеньевая колхоза имени Андреева Виньковецкого района Каменец-Подольской области | 16.02.1948      | [ ГС 16 ]  |
| 21         | Бережная Антонина Антоновна            | 05.10.1917 — 17.10.1968 | Бригадир тракторной бригады Веденовской МТС Щучинского района Кокчетавской области | 11.01.1957      | [ ГС 17 ]  |
| 22         | Бережная Ульяна Владимировна           | 25.12.1919 — ????       | Доярка совхоза Пивненковского сахкомбината Тростянецкого района Сумской области | 22.03.1966      |            |
| 23         | Бережной Алексей Денисович             | 1906—1969               | Директор ремонтно-механического завода Новомосковского химического комбината Министерства химической промышленности СССР, Тульская область                                                                           | 28.05.1966      | [ ГС 18 ]  |
| 24         | Бережной Андрей Иванович               | 17.01.1931 — 03.07.2003 | Старший аппаратчик Приднепровского химического завода Министерства среднего машиностроения СССР, гор. Днепродзержинск Днепропетровской области                                                                       | 26.04.1971      | [ ГС 19 ]  |
| 25         | Бережной Иван Михайлович               | 12.10.1929 — 27.11.2010 | Тракторист совхоза «Искра» Октябрьского района Кустанайской области | 11.01.1957      | [ ГС 20 ]  |
| 26         | Бережной Сергей Иванович               | 12.08.1929 — 27.11.1993 | Фрезеровщик Запорожского автомобильного завода «Коммунар» Министерства автомобильной промышленности СССР | 05.04.1971      | [ ГС 21 ]  |
| 27         | Бережной Сергей Тимофеевич             | 01.05.1927 — 20.03.1988 | Бригадир слесарей-монтажников по монтажу силовых установок судостроительного завода «Залив» Министерства судостроительной промышленности СССР, гор. Керчь Крымской области                                           | 26.04.1971      | [ ГС 22 ]  |
| 28         | Бережняк Иван Ефимович                 | 26.06.1928 — 22.07.1987 | Первый секретарь Павловского райкома КПСС, Алтайский край | 13.12.1972      | [ ГС 23 ]  |
| 29         | Береза Галина Сергеевна                | род. 11.02.1939         | Звеньевая колхоза имени Леси Украинки Луцкого района Волынской области | 08.04.1971      | [ ГС 24 ]  |
| 30         | Березиков Яков Акимович                | 08.10.1894 — 15.03.1972 | Директор зернового совхоза «Завьяловский» Министерства совхозов СССР, Тогучинский район Новосибирской области | 01.04.1948      | [ ГС 25 ]  |
| 31         | Березин Анатолий Владимирович          | 12.11.1931 — 31.03.2003 | Главный инженер 130-го управления инженерных работ Главного управления специального строительства Министерства обороны СССР, инженер-майор, космодром Байконур                                                       | 29.07.1966      | [ ГС 26 ]  |
| 32         | Березин Виктор Петрович                | 01.03.1932 — 1992       | Токарь производственного объединения «Ижорский завод» имени А. А. Жданова Министерства энергетического машиностроения СССР, гор. Ленинград                                                                           | 22.12.1986      | [ ГС 27 ]  |
| 33         | Березин Иван Терентьевич               | 1910 — 27.12.1958       | Комбайнёр Науалинской МТС Семипалатинской области | 22.06.1951      | [ ГС 28 ]  |
| 34         | Березин Пётр Афанасьевич               | 1911 — ????             | Бригадир монтажников строительно-монтажного управления № 4 треста № 6/29 Пермского совнархоза | 09.08.1958      | [ ГС 29 ]  |
| 35         | Берёзкин Василий Григорьевич           | род. 15.08.1927         | Бригадир монтажников управления монтажных работ № 292 треста «Промстроймонтаж-71» Министерства строительства СССР, гор. Ленинград                                                                                    | 07.05.1971      | [ ГС 30 ]  |
| 36         | Берёзкин Вячеслав Павлович             | 08.03.1931 — 30.12.2009 | Стекловар Вышневолоцкого стекольного завода «Красный Май» Министерства промышленности строительных материалов РСФСР, Калининская область                                                                             | 28.07.1966      | [ ГС 31 ]  |
| 36.000001  | Березовская Ирина Гурьяновна           | 1905—1991               | Звеньевая колхоза «Льновод» Маслянинского района Новосибирской области | 08.03.1948      | [ ГС 32 ]  |
| 37         | Березовская Серафима Савельевна        | 13.02.1926 — 17.06.2012 | Звеньевая колхоза имени Будённого Березовского района Одесской области | 21.03.1949      | [ ГС 33 ]  |
| 38         | Береко Дмитрий Яковлевич               | 06.05.1928 — 26.09.1995 | Гарпунёр китобойного судна «Резвый» китобойной флотилии «Советская Россия», Приморский край | 13.04.1963      | [ ГС 34 ]  |
| 39         | Береснева Лидия Васильевна             | 23.02.1928 — 11.10.2019 | Токарь механического цеха завода имени Лепсе Министерства авиационной промышленности СССР, гор. Киров | 29.03.1976      | [ ГС 35 ]  |
| 40         | Берзиньш Август Августович             | 23.06.1904 — 16.06.1980 | Председатель рыболовецкого колхоза «Саркана бака», гор. Вентспилс Латвийской ССР | 01.10.1965      | [ ГС 36 ]  |
| 41         | Берзиня Рита Микелевна                 | род. 1932               | Машинист крана Рижской механизированной дистанции погрузочно-разгрузочных работ Прибалтийской железной дороги, Латвийская ССР                                                                                        | 02.04.1981      | [ ГС 37 ]  |
| 42         | Бериашвили Михаил Дмитриевич           | 1912 — ????             | Бригадир виноградарского совхоза Гурджаанского винзавода Министерства пищевой промышленности СССР, Грузинская ССР | 04.09.1950      |            |
| 43         | Беридзе Абдул Алиевич                  | 1923—1985               | Звеньевой колхоза имени III Интернационала Кедского района Аджарской АССР | 09.08.1949      | [ ГС 38 ]  |
| 44         | Беридзе Асия Хусейновна                | 1931—2003               | Колхозница колхоза имени Тельмана Батумского района Аджарской ССР | 29.08.1949      | [ ГС 39 ]  |
| 45         | Беридзе Окропир Никифорович            | 16.01.1908 — 1976       | Секретарь Кедского райкома Компартии (большевиков) Грузии, Аджарская АССР | 03.05.1949      | [ ГС 40 ]  |
| 46         | Беридзе Рамиз Исмаилович               | род. 1923               | Звеньевой колхоза имени Берия Хулойского района Аджарской АССР | 21.02.1948      | [ ГС 41 ]  |
| 47         | Беридзе Хусеин Махмудович              | 1905—1981               | Колхозник колхоза имени Ворошилова Батумского района Аджарской АССР | 29.08.1949      | [ ГС 42 ]  |
| 48         | Берикбаева Халипа                      | 1912 — ????             | Тянульщица Джамбулского хромового завода, Джамбулская область | 07.03.1960      | [ ГС 43 ]  |
| 49         | Бериташвили (Беритов) Иван Соломонович | 10.01.1885 — 29.12.1974 | Физиолог, академик Академии наук СССР, Академии медицинских наук СССР, Академии наук Грузинской ССР, гор. Тбилиси | 28.12.1964      | [ ГС 44 ]  |
| 50         | Берия Акакий Зосимович                 | 1914 — 10.1986          | Секретарь Сухумского райкома Компартии (большевиков) Грузии, Абхазская АССР | 19.04.1951      | [ ГС 45 ]  |
| 51         | Берия Вакоша Акакиевна                 | 1932—2019               | Колхозница колхоза имени Берия Ахалсопельского сельсовета Зугдидского района Грузинской ССР | 19.07.1950      | [ ГС 46 ]  |
| 52         | Берия Ираклий Дзикиевич                | 1906 — ????             | Звеньевой колхоза имени Берия Ахалсопельского сельсовета Зугдидского района Грузинской ССР | 19.07.1950      | [ ГС 47 ]  |
| 53         | Беркман Григорий Яковлевич             | 1903 — 26.06.1970       | Директор семеноводческого совхоза имени 2-й пятилетки Министерства совхозов СССР, Одесская область | 13.03.1948      | [ ГС 48 ]  |
| 54         | Беркмбаев Бегма                        | 1889—1979               | Старший чабан колхоза «Кзыл-Оркен» Четского района Карагандинской области | 23.07.1948      | [ ГС 49 ]  |
| 55         | Берлин Дмитрий Иванович                | 06.02.1904 — 12.08.1980 | Первый секретарь Тарановского райкома Компартии Казахстана, Кустанайская область | 11.01.1957      | [ ГС 50 ]  |
| 56         | Берлиян Андрей Афанасьевич             | 1925—1981               | Бригадир колхоза «Украина» Врадиевского района Николаевской области | 08.12.1973      |            |
| 57         | Берман Михаил Михайлович               | 31.03.1908 — 22.11.1976 | Директор Московского станкостроительного завода имени Серго Орджоникидзе Министерства станкостроительной и инструментальной промышленности СССР                                                                      | 27.02.1976      | [ ГС 51 ]  |
| 58         | Бермас Виктор Кондратьевич             | 28.04.1927 — 09.07.2008 | Старший оператор Белокалитвинского металлургического завода Министерства авиационной промышленности СССР, Ростовская область                                                                                         | 26.04.1971      | [ ГС 52 ]  |
| 59         | Бернацкий Николай Иванович             | 02.08.1933 — 23.10.2006 | Председатель колхоза «Украина» Красногвардейского района Крымской области | 08.04.1971      | [ ГС 53 ]  |
| 60         | Бертаева Алтынбике                     | 01.01.1920 — 15.09.2008 | Звеньевая совхоза «Каратурукский» Чиликского района Алма-Атинской области | 30.04.1966      | [ ГС 54 ]  |
| 61         | Бершадская Людмила Ананьевна           | 17.02.1937 — 29.12.2016 | Доярка колхоза имени Сталина Ульяновского района Кировоградской области | 26.02.1958      | [ ГС 55 ]  |
| 62         | Берягина Любовь Михайловна             | 10.12.1929 — 31.05.2004 | Доярка Коляновского плодопитомнического совхоза Ивановского района Ивановской области | 22.03.1966      | [ ГС 56 ]  |
| 63         | Бесашвили Степан Иванович              | 1905 — ????             | Бригадир колхоза имени Тельмана Лагодехского района Грузинской ССР | 03.05.1949      | [ ГС 57 ]  |
| 64         | Беседин Василий Степанович             | 22.10.1918 — 20.10.1989 | Бригадир тракторной бригады Сальской МТС Сальского района Ростовской области | 11.01.1957      | [ ГС 58 ]  |
| 65         | Бескишкий Иван Степанович              | 1917 — ????             | Управляющий отделением совхоза «Куйбышевский» Розовского района Запорожской области | 26.02.1958      | [ ГС 59 ]  |
| 66         | Бескровный Николай Иванович            | род. 1928               | Директор совхоза-комбината «Пуща-Водица» Киево-Святошинского района Киевской области | 08.08.1991      |            |
| 67         | Беспаев Захар Сулейманович             | 24.06.1924 — 17.02.2009 | Бригадир шофёров автоколонны № 2572 Алма-Атинского управления автомобильного транспорта Министерства автомобильного транспорта Казахской ССР                                                                         | 23.01.1974      | [ ГС 60 ]  |
| 68         | Беспаев Искак                          | 1900 — 21.11.1964       | Председатель колхоза «Омурлык» Есильского района Акмолинской области | 23.07.1948      | [ ГС 61 ]  |
| 69         | Беспаленко Татьяна Ивановна            | 01.03.1921 — 12.05.2017 | Звеньевая колхоза имени Ленина Курганинского района Краснодарского края | 06.05.1948      | [ ГС 62 ]  |
| 70         | Беспалов Фёдор Александрович           | 1924 — 15.03.1982       | Наладчик Московского завода автоматических линий имени 50-летия СССР Министерства станкостроительной и инструментальной промышленности СССР                                                                          | 03.01.1974      | [ ГС 63 ]  |
| 71         | Беспалова Александра Николаевна        | 01.09.1924 — 27.05.2010 | Свинарка совхоза «Красный Восток» Алексеевского района Татарской АССР | 22.03.1966      | [ ГС 64 ]  |
| 72         | Беспалова Елена Андреевна              | 21.03.1923 — 13.04.2000 | Оператор связи Московского почтамта Министерства связи СССР | 13.05.1977      | [ ГС 65 ]  |
| 73         | Беспалова Зинаида Константиновна       | 1912 — 21.03.1995       | Телятница совхоза «Красный Кут» Краснокутского района Саратовской области | 22.03.1966      | [ ГС 66 ]  |
| 74         | Бессолов Аслан-Бек Темболович          | 04.06.1912 — 1967       | Управляющий трестом «Красноармейскуголь» комбината «Москвоуголь» Министерства угольной промышленности СССР, Тульская область                                                                                         | 26.04.1957      | [ ГС 67 ]  |
| 75         | Бессолов Владимир Аслан-Бекович        | 28.05.1939 — 14.05.2011 | Начальник специализированного управления строительства «Бамтоннельстрой» Министерства транспортного строительства СССР, Бурятская АССР                                                                               | 10.08.1990      | [ ГС 68 ]  |
| 76         | Бессонов Георгий Евдокимович           | 18.08.1915 — 04.10.2005 | Учитель Тойбохойской средней школы Сунтарского района Якутской АССР | 01.07.1968      | [ ГС 69 ]  |
| 77         | Бессонова Клавдия Григорьевна          | 30.12.1926 — 02.02.2011 | Звеньевая колхоза имени Кагановича Ново-Титаровского района Краснодарского края | 02.06.1950      | [ ГС 70 ]  |
| 78         | Бесхлебнов Иван Александрович          | 14.04.1913 — 23.08.1997 | Старший аппаратчик Волгоградского консервного завода Министерства пищевой промышленности РСФСР | 26.04.1971      | [ ГС 71 ]  |
| 79         | Бетехтин Вадим Ефимович                | 01.05.1923 — 29.11.1993 | Прессовщик Ревдинского завода по обработке цветных металлов Министерства цветной металлургии СССР, Свердловская область                                                                                              | 30.03.1971      | [ ГС 72 ]  |
| 80         | Бехтерев Александр Михайлович          | 22.08.1940 — 29.03.1995 | Бригадир монтажников Череповецкого специализированного строительно-монтажного управления № 1 треста «Центрдомнаремонт» Министерства чёрной металлургии СССР, Вологодская область                                     | 07.05.1986      |            |
| 81         | Бечвая Владимир Константинович         | 15.11.1914 — ????       | Председатель исполнительного комитета Гульрипшского районного Совета депутатов трудящихся, Абхазская АССР | 19.04.1951      | [ ГС 73 ]  |
| 82         | Бешта Василий Порфирьевич              | 1927 — ????             | Составитель поездов станции Ковель Львовской железной дороги, Волынская область | 01.08.1959      | [ ГС 74 ]  |
| 83         | Бештак Татьяна Кирилловна              | 1916 — 16.08.1985       | Звеньевая зернового совхоза «Тихорецкий» Министерства совхозов СССР, Тихорецкий район Краснодарского края | 11.02.1949      | [ ГС 75 ]  |
| 84         | Бещев Борис Павлович                   | 15.07.1903 — 27.05.1981 | Министр путей сообщения СССР, гор. Москва | 01.08.1959      | [ ГС 76 ]  |
| 85         | Бзишвили Реваз Александрович           | 28.01.1923 — ????       | Первый секретарь Горийского райкома Компартии Грузии | 08.04.1971      | [ ГС 77 ]  |
| 86         | Биба Мария Дмитриевна                  | 05.01.1932 — 18.11.2000 | Старшая аппаратчица Горловского химического комбината Министерства химической промышленности СССР, Донецкая область                                                                                                  | 20.04.1971      | [ ГС 78 ]  |
| 87         | Бибаева Айнек                          | 1890 — 1955             | Старший чабан овцеводческого совхоза «Тургенский» Министерства совхозов СССР, Енбекши-Казахский район Алма-Атинской области                                                                                          | 23.07.1948      | [ ГС 79 ]  |
| 88         | Бибик Константин Алексеевич            | 10.04.1906 — 07.07.1988 | Комбайнёр Григорьевской МТС Михайловского района Приморского края | 23.06.1950      | [ ГС 80 ]  |
| 89         | Бибикова Дарья Герасимовна             | 01.07.1926 — 15.10.2014 | Свинарка колхоза «Победа» Калачеевского района Воронежской области | 22.03.1966      | [ ГС 81 ]  |
| 90         | Библик Валентин Васильевич             | 22.06.1926 — 06.06.2009 | Генеральный директор производственного объединения «Харьковский тракторный завод имени Серго Орджоникидзе» Министерства тракторного и сельскохозяйственного машиностроения СССР                                      | 10.03.1981      | [ ГС 82 ]  |
| 91         | Бигазиев Надыр Якиевич                 | 1924—1994               | Старший чабан Луговского конного завода № 97, Джамбулская область | 08.04.1971      | [ ГС 83 ]  |
| 92         | Бигвава Алексей Григорьевич            | 1897 — ????             | Звеньевой колхоза «Эдази» Сухумского района Абхазской АССР | 05.08.1949      | [ ГС 84 ]  |
| 93         | Бигвава Любовь Софроновна              | 1927 — ????             | Звеньевая колхоза «Эдази» Сухумского района Абхазской АССР | 05.08.1949      | [ ГС 85 ]  |
| 94         | Бигвава Михаил Вартанович              | 10.04.1929 — 04.01.2008 | Бригадир проходчиков шахты № 2 треста «Ткварчелуголь» Министерства угольной промышленности СССР, Абхазская АССР | 02.04.1966      | [ ГС 86 ]  |
| 94.000002  | Бигори Гизелла Ивановна                | род. 1927               | Звеньевая виноградарского совхоза «Береговский» Министерства пищевой промышленности СССР, Береговский округ Закарпатской области                                                                                     | 05.07.1950      |            |
| 95         | Бидашев Орынбай                        | 05.05.1923 — 24.02.2005 | Старший чабан овцеводческого совхоза «Тюмень-Арыкский» Яныкурганского района Кзыл-Ординской области | 10.03.1976      | [ ГС 87 ]  |
| 96         | Бидзинашвили Индико Аквсентьевич       | 1921 — ????             | Звеньевой колхоза имени газеты «Коммунисти» Зугдидского района Грузинской ССР | 21.02.1948      | [ ГС 88 ]  |
| 97         | Бидина Устиния Егоровна                | 1915 — ????             | Звеньевая Кисловского свеклосовхоза Министерства пищевой промышленности СССР, Купянский район Харьковской области | 30.04.1948      |            |
| 98         | Биезиньш Эрмий Августович              | 07.05.1915 — 22.02.1987 | Директор сельского профессионально-технического училища № 2 имени 50-летия ВЛКСМ, Цесисский район Латвийской ССР | 20.07.1971      | [ ГС 89 ]  |
| 99         | Биешу Мария Лукьяновна                 | 03.08.1935 — 16.05.2012 | Солистка Молдавского государственного академического театра оперы и балета имени А. С. Пушкина, народная артистка СССР, гор. Кишинёв                                                                                 | 03.08.1990      | [ ГС 90 ]  |
| 100        | Бижанов Абзелбек                       | 1895 — ????             | Старший табунщик колхоза имени Амангельды Таласского района Джамбулской области | 12.07.1949      | [ ГС 91 ]  |
| 101        | Бизин Николай Петрович                 | 12.12.1928 — 08.06.2002 | Проходчик горных выработок шахты «Чертинская-Южная» треста «Беловуголь» комбината «Кузбассуголь» Министерства угольной промышленности СССР, Кемеровская область                                                      | 29.06.1966      | [ ГС 92 ]  |
| 102        | Бизунов Сергей Иванович                | 17.12.1914 — 07.08.1983 | Председатель колхоза имени Сталина Починковского района Смоленской области | 10.03.1958      | [ ГС 93 ]  |
| 103        | Бизюков Иван Егорович                  | 22.08.1919 — 07.12.1999 | Командир отделения минно-подрывного взвода 82-го отдельного восстановительного железнодорожного батальона 17-й железнодорожной бригады                                                                               | 05.11.1943      | [ ГС 94 ]  |
| 104        | Бикетов Алексей Филиппович             | 1927 — 21.01.1980       | Бригадир проходчиков шахтостроительного управления треста «Томусашахтострой» Министерства строительства РСФСР, Кемеровская область                                                                                   | 11.08.1966      | [ ГС 95 ]  |
| 105        | Билан Василий Иванович                 | род. 1930               | Бригадир колхоза имени Ильича Галичского района Ивано-Франковской области | 23.06.1966      |            |
| 106        | Билек Надежда Романовна                | 15.03.1928 — 09.09.2003 | Звеньевая Артёмовского свеклосовхоза Министерства пищевой промышленности СССР, Чутовский район Полтавской области | 29.08.1949      | [ ГС 96 ]  |
| 107        | Биленко Антон Петрович                 | 23.06.1924 — 19.06.1991 | Главный инженер Воронежского научно-исследовательского института связи Министерства промышленности средств связи СССР                                                                                                | 25.04.1977      | [ ГС 97 ]  |
| 108        | Билецкая Зоя Васильевна                | 18.10.1926 — 25.04.1995 | Аппаратчик завода имени Я. М. Свердлова Министерства оборонной промышленности СССР, гор. Дзержинск Горьковской области                                                                                               | 28.07.1966      | [ ГС 98 ]  |
| 109        | Билименко Фёдор Трофимович             | 02.05.1931 — 26.03.1993 | Звеньевой колхоза имени Чапаева Носовского района Черниговской области | 24.12.1976      |            |
| 110        | Билинская Анна Григорьевна             | 11.1925 — 09.08.1987    | Звеньевая колхоза «Прогресс» Шаргородского района Винницкой области | 16.02.1948      | [ ГС 99 ]  |
| 111        | Биличенко Виктор Григорьевич           | 07.02.1930 — 07.06.2018 | Председатель правления колхоза «Шляхом Ленина» Тывровского района Винницкой области | 08.04.1971      | [ ГС 100 ] |
| 112        | Билоусько Иван Профирьевич             | 28.06.1936 — 08.06.2010 | Кузнец Кременчугского автомобильного завода имени 50-летия Советской Украины Кременчугского объединения по производству большегрузных автомобилей Министерства автомобильной промышленности СССР, Полтавская область | 31.03.1981      | [ ГС 101 ] |
| 113        | Бильтреков Алексей Владимирович        | 1907 — 13.08.1981       | Заведующий конефермой колхоза «Хызыл-Чазы» Таштыпского района Хакасской автономной области | 10.08.1949      | [ ГС 102 ] |
| 114        | Биляев Георгий Константинович          | 15.10.1906 — 14.05.1985 | Председатель колхоза имени Будённого Тетрицкаройского района Грузинской ССР | 11.08.1949      | [ ГС 103 ] |
| 115        | Билялов Сайлау                         | род. 1937               | Старший чабан совхоза «Аркалыкский» Егиндыбулакского района Карагандинской области | 24.12.1976      | [ ГС 104 ] |
| 116        | Бимаканов Мырзаш                       | 1909—1985               | Старший скотник совхоза «Шолаксандыкский» Державинского района Целиноградской области | 22.03.1966      | [ ГС 105 ] |
| 117        | Бимжанов Тусумбай                      | 19.10.1906 — 24.02.1983 | Заведующий конефермой колхоза имени Ворошилова Эркеншиликского района Акмолинской области | 23.07.1948      | [ ГС 106 ] |
| 118        | Бимоканов Умербек                      | 03.03.1916 — 14.07.1977 | Директор совхоза имени 50-летия СССР Куртамышского района Курганской области | 11.12.1973      | [ ГС 107 ] |
| 119        | Бирамов Мосс Джамхотович               | 07.05.1912 — 09.09.1990 | Комбайнёр Южно-Хуторской МТС Успенского района Краснодарского края | 27.02.1951      | [ ГС 108 ] |
| 120        | Биргебаев Абдрахман                    | 03.05.1928 — 20.04.2005 | Старший чабан совхоза «Ишимский» Кийминского района Тургайской области | 19.02.1981      | [ ГС 109 ] |
| 121        | Бирзул Иван Михайлович                 | 1898 — ????             | Старший агроном Мало-Висковского свеклосовхоза Министерства пищевой промышленности СССР, Мало-Висковский район Кировоградской области                                                                                | 30.04.1948      | [ ГС 110 ] |
| 122        | Бирич Татьяна Васильевна               | 10.01.1905 — 26.02.1993 | Заведующая кафедрой глазных болезней Минского медицинского института, член-корреспондент Академии наук Белорусской ССР                                                                                               | 27.12.1974      | [ ГС 111 ] |
| 123        | Биркенфельд Всеволод Янович            | 05.04.1927 — 29.04.2010 | Директор Рижского электротехнического завода ВЭФ имени В. И. Ленина Министерства радиопромышленности СССР, Латвийская ССР                                                                                            | 26.04.1971      | [ ГС 112 ] |
| 124        | Биркулаков Кенес                       | 1901—1976               | Старший чабан каракулеводческого совхоза «Равнина» Министерства внешней торговли СССР, Байрам-Алийский район Марыйской области                                                                                       | 15.09.1948      | [ ГС 113 ] |
| 125        | Биров Антонин Александрович            | род. 01.02.1929         | Председатель колхоза «Прыкордоннык» Виноградовского района Закарпатской области | 08.04.1971      | [ ГС 114 ] |
| 126        | Бирсов Анзор Хацуевич                  | 1892—1988               | Председатель колхоза имени Кирова Эльбрусского района Кабардинской АССР | 27.06.1949      | [ ГС 115 ] |
| 127        | Биртаев Кудайберген                    | 23.02.1930 — 24.12.1988 | Старший чабан совхоза «Коктерекский» Мойынкумского района Джамбулской области | 22.03.1966      | [ ГС 116 ] |
| 128        | Бирюков Анатолий Илларионович          | 21.11.1929 — 09.04.2012 | Старший вальцовщик Таганрогского металлургического завода Министерства чёрной металлургии СССР, Ростовская область                                                                                                   | 22.03.1966      | [ ГС 117 ] |
| 129        | Бирюков Василий Ильич                  | 19.01.1912 — 24.11.1991 | Токарь Волгоградского завода нефтяного машиностроения имени Петрова Министерства химического и нефтяного машиностроения СССР                                                                                         | 25.06.1966      | [ ГС 118 ] |
| 130        | Бирюков Владимир Александрович         | род. 03.03.1938         | Слесарь-сборщик двигателей Воронежского механического завода имени В. И. Ленина Министерства общего машиностроения СССР                                                                                              | 12.08.1976      | [ ГС 119 ] |
| 131        | Бирюков Иван Павлович                  | 02.08.1927 — 23.06.2013 | Бригадир комплексной бригады строительного управления Приднепровской ГРЭС Министерства строительства электростанций СССР, Днепропетровская область                                                                   | 20.09.1962      | [ ГС 120 ] |
| 132        | Бирюков Михаил Иванович                | 11.08.1921 — 04.1976    | Комбайнёр Пешковской МТС Пешковского района Кустанайской области | 11.01.1957      | [ ГС 121 ] |
| 133        | Бирюков Николай Константинович         | 28.12.1910 — 10.06.1988 | Комбайнёр Лабинской МТС Краснодарского края | 07.03.1952      | [ ГС 122 ] |
| 134        | Бирюков Пётр Филиппович                | 1912 — ????             | Бригадир тракторной бригады Краснореченской МТС Фрунзенской области | 19.05.1948      | [ ГС 123 ] |
| 135        | Бирюлин Александр Иванович             | 08.12.1929 — 21.06.1992 | Токарь Казанского государственного порохового завода Министерства машиностроения СССР, Татарская АССР | 30.05.1988      | [ ГС 124 ] |
| 136        | Бирюляев Фёдор Васильевич              | 08.05.1931 — 06.05.1988 | Бригадир комплексной бригады строительно-монтажного управления № 1 управления строительства «Сибакадемстрой», Новосибирская область                                                                                  | 29.04.1967      | [ ГС 125 ] |
| 137        | Бисалиев Айбаш                         | 1897 — ????             | Старший табунщик колхоза имени «Правды» Джангалинского района Западно-Казахстанской области | 23.07.1948      |            |
| 138        | Бисенов Алдаберген                     | 07.10.1926 — 23.06.2002 | Директор совхоза «Жанаталап» Джалагашского района Кзыл-Ординской области | 08.04.1971      | [ ГС 126 ] |
| 139        | Бисноват Матус Рувимович               | 23.10.1905 — 06.11.1977 | Главный конструктор конструкторского бюро «Молния» Министерства авиационной промышленности СССР, гор. Москва | 03.04.1975      | [ ГС 127 ] |
| 140        | Бисярина Валентина Павловна            | 24.07.1912 — 19.08.1997 | Заведующая кафедрой госпитальной педиатрии Омского медицинского института Министерства здравоохранения СССР, академик Академии медицинских наук СССР                                                                 | 23.07.1982      | [ ГС 128 ] |
| 141        | Битаева Алиман                         | 1922 — ????             | Звеньевая колхоза «Кум-жота» Свердловского района Джамбулской области | 20.05.1949      | [ ГС 129 ] |
| 142        | Битешев Кустутюн                       | 1888 — ????             | Старший табунщик колхоза имени Амангельды Джамбулского района Алма-Атинской области | 23.07.1948      | [ ГС 130 ] |
| 143        | Битиева Ева Николаевна                 | 1917—1993               | Строгальщица вагоноремонтного завода имени С. М. Кирова Северо-Осетинского совнархоза, гор. Орджоникидзе | 07.03.1960      | [ ГС 131 ] |
| 144        | Битный Михаил Антонович                | 30.08.1919 — 26.02.2002 | Директор Алма-Атинского завода тяжёлого машиностроения Министерства тяжёлого, энергетического и транспортного машиностроения СССР                                                                                    | 09.07.1966      | [ ГС 132 ] |
| 145        | Бишко Дмитрий Юрьевич                  | род. 1936               | Машинист экскаватора передвижной механизированной колонны № 71 треста «Западводстрой» Министерства мелиорации и водного хозяйства Украинской ССР, Львовская область                                                  | 13.08.1986      |            |
| 146        | Бията Яков Леонтьевич                  | 15.09.1921 — 1996       | Председатель колхоза имени Ленина Шахтёрского района Донецкой области | 08.04.1971      | [ ГС 133 ] |
| 147        | Благинин Семён Маркович                | 14.09.1913 — 05.05.1995 | Бригадир проходчиков Осинниковского строительного управления треста «Томусашахтострой» комбината «Кузбассшахтострой» Министерства строительства предприятий угольной промышленности СССР, Кемеровская область        | 26.04.1957      | [ ГС 134 ] |
| 148        | Блаженов Виктор Григорьевич            | 04.09.1916 — 25.08.1989 | Старший машинист локомотивного депо Москва-Сортировочная Московско-Рязанской железной дороги, гор. Москва | 01.08.1959      | [ ГС 135 ] |
| 148.000003 | Блажко Анастасия Платоновна            | 02.05.1925 — 29.12.2012 | Звеньевая колхоза «Вперёд», гор. Кизляр Грозненской области | 17.09.1949      | [ ГС 136 ] |
| 149        | Блантер Матвей Исаакович               | 10.02.1903 — 27.09.1990 | Композитор, народный артист СССР, гор. Москва | 10.02.1983      | [ ГС 137 ] |
| 150        | Бледюк Василий Фёдорович               | род. 1932               | Бригадир колхоза имени Ленина Теофипольского района Хмельницкой области | 22.12.1977      |            |
| 151        | Блесков Александр Алексеевич           | 01.11.1922 — 22.12.2006 | Председатель колхоза имени Ленина Советского района Ставропольского края | 07.12.1973      | [ ГС 138 ] |
| 152        | Блеялкина Мария Андреевна              | 29.07.1905 — 1994       | Кровельщица треста «Металлургстрой» Куйбышевского совнархоза | 17.10.1960      |            |
| 153        | Блиадзе Отари Ильич                    | род. 1928               | Бригадир проходчиков Ингуригэсстроя Министерства энергетики и электрификации СССР, Грузинская ССР | 20.04.1971      |            |
| 154        | Блиадзе Сергей Алексеевич              | 1908 — ????             | Бригадир колхоза «Шрома» Лагодехского района Грузинской ССР | 21.02.1948      |            |
| 155        | Близнец Степан Прокопьевич             | 31.01.1926 — 14.06.1970 | Бригадир тракторной бригады колхоза «Память Ленина» Куйтунского района Иркутской области | 23.06.1966      | [ ГС 139 ] |
| 156        | Близнюк Фёдор Иванович                 | 29.09.1914 — 10.12.2000 | Бригадир колхоза «Герой труда» Шипуновского района Алтайского края | 19.03.1947      | [ ГС 140 ] |
| 157        | Блинкова Фёкла Сергеевна               | 03.10.1904 — 19.09.1987 | Звеньевая колхоза «Красный торфяник» Краснинского района Орловской области | 30.03.1948      | [ ГС 141 ] |
| 158        | Блинов Алексей Михайлович              | 20.08.1929 — 24.03.2001 | Слесарь Московского машиностроительного завода «Красный Октябрь» Министерства авиационной промышленности СССР | 16.01.1974      | [ ГС 142 ] |
| 159        | Блинов Иван Петрович                   | 24.06.1904 — 08.07.1981 | Машинист депо Курган Южно-Уральской железной дороги | 05.11.1943      | [ ГС 143 ] |
| 160        | Блинова Елена Даниловна                | 21.05.1902 — 1990       | Бригадир овощеводческой бригады Донского плодоовощного совхоза Семикаракорского района Ростовской области | 30.04.1966      | [ ГС 144 ] |
| 161        | Блоха Тихон Кириллович                 | 13.07.1898 — 04.08.1987 | Директор семеноводческого совхоза «Днепропетровский» Министерства совхозов СССР, Межевский район Днепропетровской области                                                                                            | 03.05.1948      | [ ГС 145 ] |
| 162        | Блохин Василий Васильевич              | 04.02.1910 — 26.08.1999 | Звеньевой виноградарского совхоза «Малая земля» Министерства пищевой промышленности СССР, Краснодарский край | 27.08.1951      | [ ГС 146 ] |
| 163        | Блохин Николай Николаевич              | 03.05.1912 — 16.05.1993 | Директор Института экспериментальной и клинической онкологии Академии медицинских наук СССР, академик АМН СССР, гор. Москва                                                                                          | 03.05.1972      | [ ГС 147 ] |
| 164        | Блохин Юрий Михайлович                 | 21.12.1934 — 23.09.1982 | Токарь Савёловского машиностроительного завода Министерства авиационной промышленности СССР, гор. Кимры Калининской области                                                                                          | 26.04.1971      | [ ГС 148 ] |
| 165        | Блохина Валентина Васильевна           | 1912 — ????             | Стерженщица Завода литейных машин имени С. М. Кирова Молдавского совнархоза, гор. Тирасполь | 07.03.1960      |            |
| 166        | Блохинский Сергей Николаевич           | 12.1921 — ????          | Токарь-расточник Чимкентского завода прессов-автоматов имени М. И. Калинина Министерства станкостроительной и инструментальной промышленности СССР                                                                   | 05.04.1971      | [ ГС 149 ] |
| 167        | Блохинцев Дмитрий Иванович             | 11.01.1908 — 27.01.1979 | Бывший директор Лаборатории «В» Министерства среднего машиностроения СССР, ныне директор Объединённого института ядерных исследований, член-корреспондент Академии наук Украинской ССР, Московская область           | 11.09.1956      | [ ГС 150 ] |
| 168        | Блуднин Борис Георгиевич               | 06.11.1923 — 1988       | Старший аппаратчик завода «Победа рабочих» Министерства химической промышленности СССР, гор. Ярославль | 28.05.1966      | [ ГС 151 ] |
| 169        | Блудов Иван Яковлевич                  | 29.05.1927 — 20.12.2003 | Бригадир тракторной бригады колхоза «Мир» Токмакского района Запорожской области | 08.04.1971      | [ ГС 152 ] |
| 170        | Блуменфельдт Элиза Хансовна            | 24.09.1898 — 02.08.1982 | Доярка опытной станции Пиистаоя Института животноводства и ветеринарии Академии наук Эстонской ССР, Пярнуский уезд Эстонской ССР                                                                                     | 16.08.1950      | [ ГС 153 ] |
| 171        | Блумс Янис Павлович                    | 27.01.1927 — 09.02.2018 | Председатель колхоза «Яунайс комунарс» Салдусского района Латвийской ССР | 05.12.1985      | [ ГС 154 ] |
| 172        | Блюм Александра Николаевна             | 02.08.1925 — 2020       | Звеньевая колхоза «Коммунар» Локнянского района Псковской области | 30.04.1966      | [ ГС 155 ] |
| 173        | Блюнская Анастасия Павловна            | 1925 — 03.02.2008       | Звеньевая совхоза «Анжерский» Министерства совхозов СССР, Анжеро-Судженский район Кемеровской области | 03.07.1950      | [ ГС 156 ] |

| Навигационная таблица | Навигационная таблица   |
| --------------------- | ----------------------- |
| «Б»                   | Баба-Заде — Базилевский |
| «Б»                   | Баиров — Банцер         |
| «Б»                   | Барабанов — Баянов      |
| «Б»                   | Бгажноков — Бенидзе     |
| «Б»                   | Берг — Блюнская         |
| «Б»                   | Бобенко — Болюнова      |
| «Б»                   | Бондарев — Бояршинова   |
| «Б»                   | Брагазин — Бульбаха     |
| «Б»                   | Буматов — Бяшимова      |